# Кольдо Мічелена
Кольдо Мічелена (ісп. Koldo Mitxelena Elissalt; 1915, Еррентерія, Іспанія — 11 жовтня 1987, Сан-Себастьян, Іспанія) — видатний баскський мовознавець. Викладав філологію в Університеті Країни Басків та був членом Королівської академії баскської мови.
Створив уніфіковану літературну баскську мову (Euskara batua).

## Наукові роботи
- «Apellidos vascos» («Баскські прізвища») (1955)
- «Historia de la literatura vasca» («Історія баскської літератури») (1960)
- «Fonética histórica vasca» («Історична фонетика баскської мови») (1961)
- «Lenguas y protolenguas» («Мови та прамови») (1963)
- «Textos arcaicos vascos» («Архаїчні баскські тексти») (1964)
- «Sobre el pasado de la lengua vasca» («Про історію баскської мови») (1964)
- «Mitxelenaren idazlan hautatuak» («Вибрані твори Мічелени») (1972)
- «Koldo Mitxelena. Euskal idazlan guztiak» («Кольдо Мічелена. Повна збірка баскських творів»), Euskal klasikoak 21-29 (1988)
- «Orotariko euskal hiztegia» («Загальний баскський словник») (1987—2005)